# Йонас Нармонтас
Йонас Нармонтас (14 вересня 1960) — литовський академічний веслувальник.
Бронзовий призер Олімпійських Ігор 1980 року в складі вісімки, учасник 1988 року.
Переможець ігор Дружба-84 у складі розпашної четвірки без стернового.